# Le Rabaissement
Le Rabaissement (titre original en anglais : The Humbling) est un roman écrit par Philip Roth, paru en 2009. Ce 29e livre de Roth se classe dans le cycle Nemesis de son œuvre.

## Résumé
Un grand comédien d'une soixantaine d'années, Simon Axler, est sur le déclin. Il est sollicité pour jouer le rôle d'un personnage tourmenté.

## Adaptation
Le roman a été porté au cinéma avec le film The Humbling.